# Министерство информации Донецкой Народной Республики
Министерство информации Донецкой Народной Республики — орган государственного управления в области информационной политики самопровозглашённой Донецкой народной республики (ДНР). Образован 11 января 2015 года путём выделения из Министерства информации и связи ДНР.
Действующим министром информации ДНР является Игорь Антипов.

## История

### Дискуссии о периоде возникновения
Кандидат юридических наук В. В. Введенская пишет, что определить точную дату создания Министерства информации из открытых источников не представляется возможным. Согласно сведениям, взятым с официального сайта Донецкой Народной Республики, 16 мая 2014 года постановлением Верховного Совета ДНР были образованы 21 министерство и 13 ведомств. Их перечень неизвестен, так как текст упомянутого постановления на Официальном сайте ДНР отсутствует. 
Введенская предполагает, что Министерство информации было в числе первых образованных министерств в ДНР, ссылаясь на текст «Временного положения о государственной регистрации средств массовой информации в ДНР», в котором органом регистрации СМИ, распространителей и вещателей массовой информации указывалось «Министерство информации и массовых коммуникаций ДНР». Более поздние нормативно-правовые акты применяют название «Министерство информации и связи ДНР», положение о котором было утверждено 22 октября 2014 года постановлением Совета Министров ДНР № 40-9. Введенская пишет, что функции, которые были возложены на Министерство, оказались достаточно широки, и это стало причиной потребности в его реорганизации в январе 2015 года. 

### Оформление министерства
11 января 2015 года постановлением Совета Министров ДНР № 1-16 Министерство информации и связи ДНР было реорганизовано и разделено на Министерство информации ДНР и Министерство связи ДНР, а постановлением № 1-18 было утверждено «Положение о Министерстве информации Донецкой Народной Республики». По версии исследователей, постановление ссылается на прямую связь с законодательством Российской Федерации об использовании ресурсов массовой коммуникации, а значительная часть его параграфов скопирована с подобного Постановления РФ.

## Функции
Согласно Постановлению 1-18, Министерство информации является республиканским органом исполнительной власти ДНР, осуществляющим деятельность по формированию государственной политики в сфере общественных и массовых коммуникаций, формирования и продвижения позитивного имиджа ДНР, регулирования деятельности и информационного наполнения в сфере теле- и радиовещания, печати и издательской деятельности, наружной рекламы, решает вопросы аккредитации и легализации деятельности журналистов на территории Республики и, кроме того, осуществляет координацию и контроль деятельности находящихся в его ведении Государственного медиа-холдинга, а также подведомственных Министерству организаций и предприятий, в том числе государственных СМИ. Постановлением Совмина от 17 декабря 2016 года № 13-28 Министерство информации дополнительно определено уполномоченным органом в сфере распространения информации.

## Структура
- Пресс-центр;
- Отдел сбора и распространения информации;
- Отдел по регистрации и мониторингу СМИ и наружной рекламы;
- Отдел социально-информационных проектов;
- Отдел обработки медиа-массивов;
- Отдел государственных СМИ[3].

## Оценки
Чешские исследователи М. Кандрик и А. Шмидова главной целью Министерства информации ДНР называют «пропаганду идеологических основ и ценностей молодых республик вне оккупируемой территории — в первую очередь на территории под контролем украинской власти».
Доктор исторических наук, профессор О. М. Морозова, анализируя параметры работы YouTube-канала Министерства информации ДНР, в начале 2019 года отметила, что темпы роста для традиционного СМИ «явно недостаточные». На период анализа Министерство выложило на своем канале более 9 тысяч видео, а его подписчиками на момент исследования являлись 25 тысяч человек, тогда как начале 2017 года было 16 тыс. Наиболее популярными видео (более 200 тысяч просмотров) Морозова на этом канале назвала интервью с известными полевыми командирами и официальными лицами ДНР.